# Wrightstown (Wisconsin)
Wrightstown è un villaggio degli Stati Uniti d'America, situato in Wisconsin, diviso tra la contea di Brown e la contea di Outagamie.